# Vidrio templado

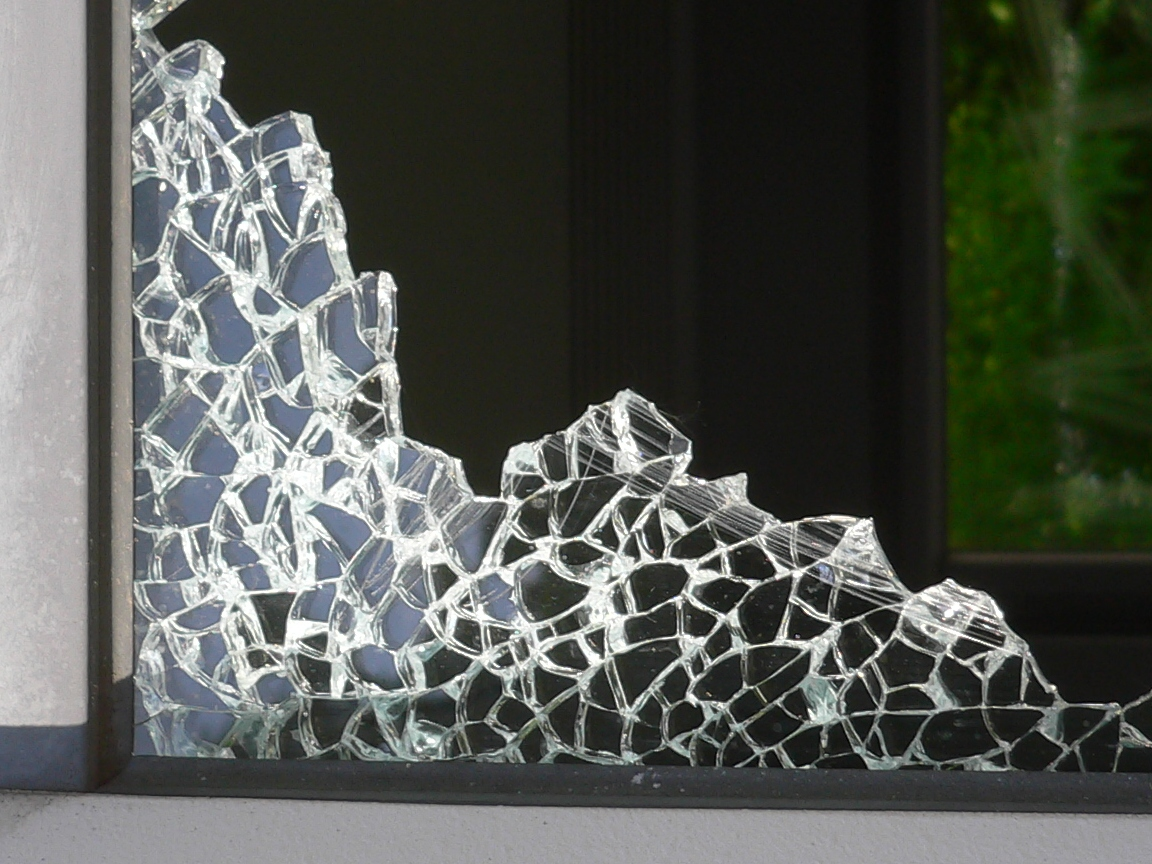
Vidrio templado al romperse.

El vidrio templado (también conocido como cristal templado) es un tipo de vidrio de seguridad, procesado por tratamientos térmicos o químicos, para aumentar su resistencia en comparación con el vidrio normal. Esto se logra poniendo las superficies exteriores en compresión y las superficies internas en tracción. Tales tensiones hacen que el vidrio, cuando se rompe, se desmenuce en trozos pequeños granulares en lugar de astillar en grandes fragmentos dentados. Los trozos granulares tienen menos probabilidades de causar lesiones. En algunos países, se lo suele referir por sus nombres comerciales "Blindex" o "Pyrex".

## Historia
La primera patente sobre el vidrio templado se llevó a cabo por el químico Rodolph A. Seiden, nacido en 1900 en Austria.

## Fabricación
Para fabricar vidrio templado térmicamente, el vidrio flotado se calienta gradualmente hasta una temperatura de reblandecimiento de entre 575 y 635 °C para después enfriarlo muy rápidamente con aire. De esta manera se consigue que el vidrio quede expuesto en su superficie a tensiones de compresión y en el interior tensiones de tracción, confiriéndole mayor resistencia estructural y al impacto que el vidrio sin tratar, teniendo la ventaja adicional de que en caso de rotura se fragmenta en pequeños trozos menos lesivos (por lo cual se le considera uno de los tipos de vidrio de seguridad). Todas las manufacturas, ya sean cortes de dimensiones, canteados o taladros deberán ser realizados previamente al templado. De realizarse posteriormente, se provocaría la rotura del vidrio.
El vidrio cuando es templado, aparte de lo comentado anteriormente, adquiere otras propiedades importantes. La resistencia a la flexión del vidrio recocido al templarlo aumenta desde 400 kp/cm² hasta 1200-2000  kp/cm², lo que equivale de 4 a 5 veces la resistencia de un vidrio normal. La resistencia al choque térmico (diferencia de temperatura entre una cara y otra de un paño que produce la rotura de éste) pasa de 60 °C a 240 °C, por lo que es recomendado en puertas de hornos de cocina y lámparas a la intemperie.
Para su proceso existen dos tipos básicos de hornos: de Pinzatura, ya casi en desuso por las marcas que dejan las pinzas que sostienen el vidrio verticalmente durante el proceso y Horizontal, que es el comúnmente usado por la industria. Para vidrios reflectivos o de baja emisividad (Low-e) deben de usarse hornos horizontales provistos de sistemas de calentamiento por convección.
La gran mayoría de hornos horizontales transportan el vidrio sobre rodillos cerámicos, aunque en algunos se ha utilizado con éxito un sistema de transporte que, mediante presión y vacío controlados, hacen flotar el vidrio por debajo de un techo cerámico plano. En función del tipo de calentamiento, los hornos horizontales se dividen en:

### Hornos eléctricos
Calientan el vidrio principalmente mediante la radiación emitida por resistencias eléctricas.

### Hornos de convección forzada
En este tipo de hornos el calor generado por quemadores (generalmente de gas) es impulsado mediante ventiladores hacia el vidrio

### Hornos mixtos
Son hornos eléctricos que producen cierta agitación del aire interior mediante sistemas de soplado de aire comprimido.[cita requerida]

## En la industria automotriz
En la actualidad los vidrios templados del automóvil (laterales y luneta) son todos curvados. Esto hace que los hornos de templado de vidrio tengan, además de las zonas de calentamiento y de templado, una zona de curvado. De este modo, una vez ha pasado el vidrio por la zona de calentamiento, y alcanzada una temperatura superior a 575 °C, el vidrio accede a la zona de curvado, donde se le da la forma deseada y, posteriormente, a la de templado, donde se enfría abruptamente con aire.[cita requerida]
Según la complejidad de la forma del vidrio, los curvadores se clasifican del siguiente modo:

### Cilíndricos
Curvan el vidrio solamente en un eje (o en el otro eje lo curvan con radios muy amplios), pero no necesariamente con un radio constante. Generalmente se utilizan para fabricación de los laterales de los coches.[cita requerida]

### Esféricos
Curvan el vidrio en los dos ejes. Generalmente se utilizan para fabricación de parabrisas. Los tipos más habituales son los curvadores de gravedad, los curvadores por soplado y los curvadores de prensa.

## Usos modernos en obras y reformas
El vidrio templado es ampliamente utilizado en la arquitectura moderna para brindar seguridad y durabilidad en diversas aplicaciones..

### Barandillas de cristal
Las barandillas de cristal templado se utilizan para crear una barrera de seguridad en escaleras y terrazas, y a la vez permitir la vista sin obstrucciones. El vidrio templado proporciona una mayor resistencia y durabilidad en comparación con otros materiales, lo que lo hace ideal para uso en exteriores de forma segura. Especialmente si se combina en formato de vidrio laminado.

### Suelos de cristal pisable
Los suelos de cristal templado se han vuelto populares en los últimos años, especialmente en los edificios de alto nivel. Los suelos de vidrio templado proporcionan una vista única al suelo inferior y añaden una dimensión emocionante al espacio. Estos suelos deben ser diseñados cuidadosamente para garantizar su durabilidad y resistencia al peso.

### Pizarras de vidrio perforado
Las pizarras de vidrio templado se utilizan en oficinas y aulas como alternativa moderna a las pizarras de tiza. Puede incluirse una capa magnética para que se puedan adherir a la superficie objetos a la misma.

### Escaparates y Comercios
Otro uso común del cristal templado en la actualidad es en la fabricación de escaparates para tiendas y locales comerciales. Los escaparates de vidrio templado ofrecen una gran visibilidad de los productos y exhibiciones dentro de la tienda, a la vez que proporcionan una alta resistencia al impacto y la rotura accidental.